# غلين ميدييروس
غلين ميدييروس (بالإنجليزية: Glenn Medeiros)‏ هو مدرس وكاتب أغاني وموسيقي ومغن مؤلف ومغني أمريكي، ولد في 24 يونيو 1970 في Lihue, Hawaii ‏ في الولايات المتحدة.

## وصلات خارجية
- الموقع الرسمي
- غلين ميدييروس على موقع IMDb (الإنجليزية)
- غلين ميدييروس على موقع ميوزك برينز (الإنجليزية)
- غلين ميدييروس على موقع أول ميوزيك (الإنجليزية)
- غلين ميدييروس على موقع ديسكوغز (الإنجليزية)